# 281
281 (CCLXXXI) var ett normalår som började en lördag i den julianska kalendern.

## Händelser

### Okänt datum
- Germanerna bränner romerska flottan på Rhen. Den romerske kommendanten Bonosus flyr till Rom och utropar sig själv till kejsare, men nedkämpas av Probus.

## Födda
- Aquilina, kristet helgon

## Avlidna
- Proculus och Bonosus, två romerska usurpatorer, avrättade av romerske kejsaren Probus